# 지구의 에너지 수지
지구의 에너지 수지(Earth's energy budget) 또는 지구의 에너지 균형은 지구가 태양으로부터 받는 에너지와 지구가 우주 공간으로 다시 잃는 에너지 사이의 균형을 설명한다. 지구 내부 열과 같은 작은 에너지원도 고려되지만 태양 에너지에 비해 기여도는 미미하다. 에너지 예산은 에너지가 기후 시스템을 통해 이동하는 방식도 설명한다.  태양은 극지방보다 적도 열대 지방을 더 많이 가열하기 때문에 받는 태양 복사조도는 고르지 않게 분포된다. 에너지는 지구 전역의 평형을 추구하면서 지구의 기후 시스템, 즉 지구의 물, 얼음, 대기, 암석권 및 모든 생물권의 상호 작용을 유도한다.  그 결과가 지구의 기후이다.
지구의 에너지 예산은 대기 연무질, 온실 기체, 지구 표면 알베도(반사율), 운량, 식생, 토지 이용 패턴 등과 같은 여러 요인에 따라 달라진다. 들어오고 나가는 에너지 플럭스가 균형을 이룰 때 지구는 복사 평형 상태에 있고 기후 시스템은 상대적으로 안정적이다. 지구 온난화는 지구가 우주로 돌려보내는 에너지보다 더 많은 에너지를 받을 때 발생하며, 지구 한랭화는 나가는 에너지가 더 클 때 발생한다.
여러 유형의 측정 및 관찰을 통해 최소 1970년 이후 온난화 불균형이 나타났다. 인간이 초래한 이 사건으로 인한 가열 속도는 전례가 없다.  지구 에너지 변화의 주요 원인은 인간이 유발한 구성 변화에서 비롯된다. 2005년부터 2019년까지 지구의 에너지 불균형(EEI)은 평균 약 460TW, 즉 전 세계적으로 m2당 0.90 ± 0.15W였다.
에너지 예산이 변경되면 평균 지구 표면 온도가 크게 변경되기까지 지연이 발생한다. 이는 해양, 육지 및 빙권의 열 관성 때문이다. 이러한 에너지 흐름과 저장량을 정확하게 정량화하는 것은 대부분의 기후 모형에서 요구 사항이다.

## 같이 보기
- 기후 민감도